# Ifs (Calvados)
Ifs è un comune francese di 11 092 abitanti situato nel dipartimento del Calvados nella regione della Normandia.

## Società

### Evoluzione demografica
Abitanti censiti